# 多拉 (多姆山省)
多拉（法語：Dorat，法語發音：[dɔʁa]）是法国多姆山省的一个市镇，属于蒂耶尔区。

## 地理
多拉（45°53'33"N, 3°28'52"E）面积17.26 平方千米，位于法国奥弗涅-罗讷-阿尔卑斯大区多姆山省，该省份为法国中南部省份，北起阿列省接壤，东临卢瓦尔省，南至上盧瓦爾省和康塔爾省，西接科雷兹省和克勒兹省。
与多拉接壤的市镇（或旧市镇、城区）包括：克勒旺拉韦讷、诺阿亚、奥尔莱阿、帕利耶尔、蒂耶爾。

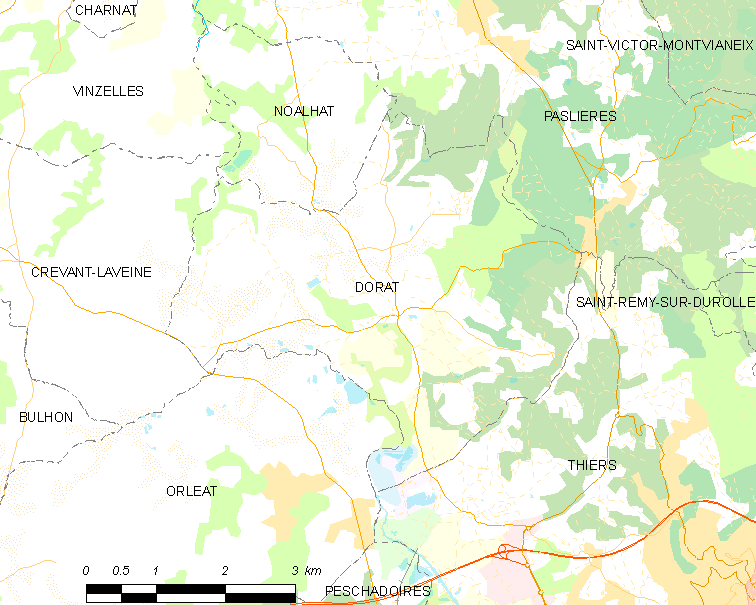
的OSM定位图

多拉的时区为UTC+01:00、UTC+02:00（夏令时）。

## 行政
多拉的邮政编码为63300，INSEE市镇编码为63138。

## 政治
多拉所属的省级选区为蒂耶尔县。

## 人口

1962-2008年间人口变化图示

多拉于2022年1月1日时的人口数量为721人。